# 香港課程發展議會
香港課程發展議會(英語：Hong Kong Curriculum Development Council) 原名為課程發展委員會，1972年成立，1988年9月改現名。
香港課程發展議會是統籌課程教育局課程發展處的屬下的諮詢組織，就香港教育制度內由幼稚園至中學六年級的課程發展事宜，透過教育局常任秘書長向香港特別行政區政府提供意見。

## 外部連結
- 課程發展議會 （页面存档备份，存于）